# Wołodymyr Horiły
Wołodymyr Iwanowycz Horiły, ukr. Володимир Іванович Горілий, ros. Владимир Иванович Горилый, Władimir Iwanowicz Goriły (ur. 11 października 1965 w Czernihiwce) – ukraiński piłkarz, grający na pozycji obrońcy, reprezentant Ukrainy, trener piłkarski.

## Kariera piłkarska

### Kariera klubowa
Urodził się w obwodzie zaporoskim, ale potem rodzina wyjechała do Krymu. Codziennie jeździł na treningi do Symferopola. W 1982 rozpoczął karierę piłkarską w miejscowym klubie Tawrija Symferopol, dokąd zaprosił go trener Anatolij Końkow. Kiedy w 1984 przyszedł czas służyć w wojsku, przeszedł do Dynama Kijów. W 1989 przez konflikt z kierownikiem Dynama Wołodymyrem Weremiejewym opuścił Dynamo i został piłkarzem Zenitu Leningrad, gdzie zaprosił go dawny znajomy trener Anatolij Końkow. Jednak stara gwardia Zenitu obwiniła go w sprzedaży meczów i w 1990 przeszedł do Dnipra Dniepropetrowsk. W 1992 wyjechał do Israelu, gdzie bronił barw klubu Hapoel Hajfa, ale po sezonie szybko powrócił do Dnipra Dniepropetrowsk, w którym w 1996 zakończył karierę piłkarską.

### Kariera reprezentacyjna
Występował w młodzieżowej reprezentacji ZSRR.
11 czerwca 1995 w wygranym 1:0 spotkaniu kwalifikacyjnym do Euro-96 z Chorwacją zadebiutował w reprezentacji Ukrainy, w której rozegrał 3 mecze.

## Kariera trenerska
Po zakończeniu kariery zawodniczej trenował klub Krywbas-2 Krzywy Róg. W 2002 dołączył do sztabu szkoleniowego Dnipra Dniepropetrowsk, gdzie pracował z drużynami drugą i rezerwową. Od 29 sierpnia 2013 do 2014 prowadził reprezentację Ukrainy U-20. Od 11 marca do 18 września 2017 objął stanowisko głównego trenera winnickiej Nywy.

## Sukcesy i odznaczenia

### Sukcesy klubowe
- mistrz ZSRR: 1986
- zdobywca Pucharu ZSRR: 1987
- półfinalista Pucharu Mistrzów: 1987
- brązowy medalista Mistrzostw ZSRR: 1989
- brązowy medalista Mistrzostw Ukrainy: 1992, 1995, 1996

### Odznaczenia
- nagrodzony tytułem Mistrza Sportu ZSRR: 1984